# Sergei Bagapsch

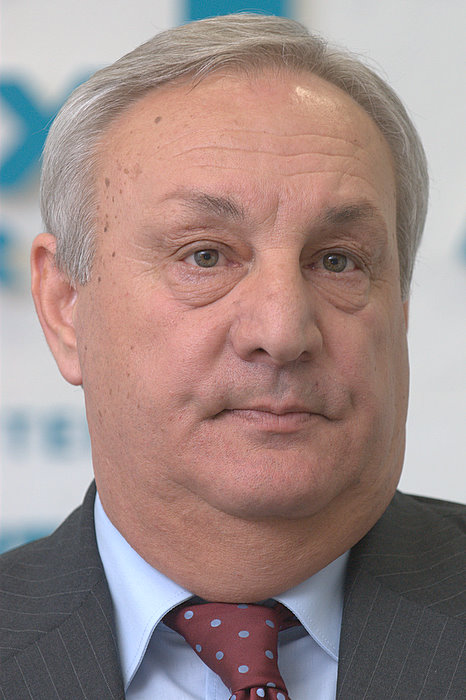
Sergei Bagapsch (2008)

Unterschrift von Sergei Bagapsch

Sergei Bagapsch (abchasisch Сергеи Уасыл-иҧа Багаҧшь/Sergei Uassyl-ipa Bagapsch; russisch Сергей Васильевич Багапш/Sergei Wassiljewitsch Bagapsch; * 4. März 1949 in Suchumi, Abchasische ASSR, Georgische SSR, Sowjetunion; † 29. Mai 2011 in Moskau) war ein abchasischer Politiker. Von April 1997 bis Juni 1999 war er Premierminister der Regierung Abchasiens, vom 12. Februar 2005 bis zu seinem Tod war er Präsident der teilweise anerkannten Republik.

## Leben
In seiner Studentenzeit arbeitete er auf einem Weingut und war Inkassomitarbeiter bei der Staatsbank. Er schloss ein Studium als Agronom an der Georgischen Hochschule für subtropische Landwirtschaft ab. 1972 war er Leiter der Abteilung Pflanzenbau eines Moskauer Sowchoses für ätherische Ölpflanzen, diente in der Sowjetarmee und begann seine politische Karriere im kommunistischen Jugendverband Komsomol in Abchasien. Zunächst als Instrukteur des abchasischen Gebietskomitees tätig, wurde er 1978 stellvertretender Sektionsleiter für Information sowie Abteilungsleiter für die Arbeiter- und Bauernjugend des Zentralkomitees des Komsomol der Georgischen SSR. 1980 kehrte er als Erster Sekretär des Komsomol-Oblastkomitees nach Abchasien zurück. 1982 wurde er dann Erster Sekretär der Kommunistischen Partei im Rajon Otschamtschire.
In den 1990er Jahren war er ständiger Vertreter Abchasiens in Moskau, 1992 erster Stellvertreter des Vorsitzenden des Ministerrates der Abchasischen ASSR, dann 1993 der Republik Abchasien und 1995 erster Vizepremier von Abchasien. Am 27. April 1997 berief ihn Präsident Wladislaw Ardsinba zum Premierminister Abchasiens. In seine Amtszeit fiel der „Sechs-Tage-Krieg“ mit Georgien 1998. Als Resultat des Konflikts wurden rund 30.000 Georgier, die in ihre abchasische Heimat zurückgekehrt waren, erneut vertrieben. 1.695 von ihnen bewohnte Häuser wurden niedergebrannt. Nach seiner Pensionierung im Juni 1999 war er bis 2004 Generaldirektor des staatlichen Energiekonzerns Chernomorenergo.
2004 war er Präsidentschaftskandidat der oppositionellen Partei Vereintes Abchasien und der Kriegsveteranenorganisation Amtsachara, später auch der Partei Aitaria (dt. Wiedergeburt).
Am 12. Januar 2005 wurde er zum Präsidenten Abchasiens gewählt. Der Wahl war eine gefälschte Wahl am 3. Oktober 2004 vorausgegangen, bei der der frühere Premierminister Raul Chadschimba zum Sieger erklärt worden war. Dauerhafte Proteste der Opposition führten jedoch zur Entscheidung des Obersten Gerichtshofs, dass die Wahl im Januar wiederholt werden musste. Bagapsch erhielt 91,54 Prozent der abgegebenen Stimmen, sein Gegenkandidat Jakob Lakoba 4,5 Prozent. Nach der Wahl ernannte er Waleri Arschba zum Leiter der Präsidialverwaltung. Arschba war ursprünglich selbst Kandidat bei dem Urnengang, zog aber zugunsten Bagapschs zurück.
Bagapsch wollte sich als Präsident vor allem dem Kampf gegen Korruption und Kriminalität widmen.
Bagapsch war mit der Georgierin Marina Schonia, geboren im abchasischen Rajon Gali, verheiratet. Gemeinsam hatten sie zwei Kinder, den Sohn Surab und die Tochter Liana. Er starb Ende Mai 2011 infolge einer Lungenoperation, nachdem bei ihm Lungenkrebs festgestellt worden war.